# Frances Boothby
Frances Boothby (bl. 1669–1670) war eine englische Schriftstellerin.

## Leben
Boothby gilt als erste Autorin, von der ein Theaterstück in London auf die Bühne kam. Die Theatertruppe Lord Chamberlain’s Men führten ihr Stück „Marcelia“ 1669 am Theatre Royal Drury Lane auf. Das Stück gefiel dem Publikum und im darauffolgenden Jahr wurde es auch veröffentlicht.

## Werke
- Marcelia or the treacherous friend. A tragicomedy. Cademan & Widdowes, London 1670.